# Anti-Müller-Hormon
Das Anti-Müller-Hormon (AMH), englisch Anti-Müllerian hormone (AMH), ist ein Proteohormon bzw. Glykoprotein, das eine Rolle in der sexuellen Differenzierung während der Embryonalentwicklung spielt. Mutationen im AMH-Gen sind für das Müller-Gang-Persistenzsyndrom verantwortlich.
Der Name erinnert an Johannes Peter Müller, der die Müller-Gänge beschrieben hat. In der englischsprachigen Literatur wird das AMH auch Müllerian inhibiting hormone (MIH), Müllerian inhibiting factor (MIF) und Müllerian inhibiting substance (MIS) genannt.

## Funktion
Das Anti-Müller-Hormon besteht aus 535 Aminosäuren und wird in den Sertoli-Zellen des embryonalen Hodens gebildet. Es bewirkt die Rückbildung der Müller-Gänge bis zur 8. Woche der Embryogenese, so dass diese nur noch als sogenannte Hodenanhängsel (Appendix testis) zwischen Nebenhodenanlage und Hoden erhalten bleiben.
AMH gehört mit dem Inhibin in die Familie der Transforming growth factors (TGF) und dort in die Untergruppe der TGF-β und wird schon sehr früh in der Differenzierungphase der Hoden nachgewiesen. Das Konzentrationsmaximum wird während der Rückbildung der Müller-Gänge gemessen.
Da bei weiblichen Föten kein AMH gebildet wird, können sich bei diesen somit aus den Müller-Gängen die Gebärmutter, die Eileiter und das Scheidengewölbe entwickeln.
Bei der geschlechtsreifen Frau wird AMH in den Granulosazellen heranwachsender Follikel im Eierstock produziert. Zwischen dem AMH-Spiegel und der Anzahl reifungsfähiger Eizellen besteht ein direkter Zusammenhang.

## Klinische Bedeutung
Beim Müller-Gang-Persistenzsyndrom bleiben bei einem Mann, der ansonsten normale innere und äußere Genitalien aufweist, die Müller-Gänge aufgrund einer Strukturanomalie oder eines Mangels an AMH bzw. dessen Rezeptors bestehen. Mit Beginn der Pubertät reduziert sich die Menge des produzierten AMHs stark, da nun das vermehrt gebildete Testosteron die Genexpression des Anti-Müller-Hormons hemmt.
Variationen im Anti-Müller-Hormon-Gen – das auf dem Chromosom 19 lokalisiert ist – sind möglicherweise die Ursache für die Entstehung des Mayer-Rokitansky-Küster-Hauser-Syndroms.
Das Anti-Müller-Hormon kann zur Fertilitätsdiagnostik verwendet werden. Es korreliert mit der Funktion der Eierstöcke. Es ist der Marker, der am frühesten mit dem Alter korreliert, die kleinste Variabilität innerhalb und zwischen den Zyklen hat und so zu einem beliebigen Zeitpunkt bestimmt werden kann. Bei Werten über 6,95 ng/ml besteht ein hohes Risiko für die Ausbildung eines ovariellen Hyperstimulationssyndroms. Mit zunehmendem Alter sinkt der AMH-Spiegel der Frau entsprechend dem Verlust an ovarieller Funktionsreserve ab. Dabei ist ein Abfall des AMH schon vor einem eindeutigen Anstieg des FSH erkennbar.
Bei Hündinnen und weiblichen Katzen kann das Anti-Müller-Hormon zum Nachweis einer unvollständigen Kastration genutzt werden. Nach Entfernung eines Deslorelin-Implantats kann die Bestimmung des Anti-Müller-Hormons als Nachweis einer Wiederherstellung der Sertoli-Zellfunktion verwendet werden. Innerhalb von drei Wochen kommt es zu einem Abfall der Konzentration auf die Werte vor Setzen des Implantats. Bei Katern wird das Anti-Müller-Hormon zur Unterscheidung eines Kryptorchismus von einer fehlenden Anlage eines Hodens eingesetzt.

## Normalbereich
Im Alter von 18 bis 30 Jahren ändert sich die AMH-Konzentration bei Frauen kaum. Nach dem 30. Lebensjahr fällt der Serumspiegel jedoch stetig bis auf nicht mehr messbare Werte in der Menopause ab. Werte > 1 µg/l zeigen eine ausreichende ovarielle Restfunktion an.
- Frauen in der fertilen Lebensphase: 1–10 µg/l
- eingeschränkte ovarielle Restfunktion: 0,4–1,0 µg/l
- Menopause: < 0,4 µg/l
- erwachsene Männer: 1,5–4,3 µg/l

Erniedrigte Werte finden sich bei eingeschränkter ovarieller Funktionsreserve sowie schlechtem Ansprechen auf eine ovarielle Stimulation. Patientinnen mit niedrigen AMH-Werten benötigen höhere FSH-Dosen bei der ovariellen Stimulation als Frauen mit hohen/normalen Spiegeln.
Erhöhte Werte sind ein Hinweis auf ein PCO-Syndrom. Unter einer Therapie mit Metformin sinken die AMH-Spiegel längerfristig ab. Der AMH-Spiegel im Blut und in der Follikelflüssigkeit kann als Prädiktor des Therapieerfolgs einer off-label Metformin-Therapie genutzt werden.

## Rechtsstreit
Das Oberlandesgericht Hamm hatte einen Fall zu entscheiden, in dem eine Frau mit einem AMH-Wert von 0,1 nach einem Aufklärungsgespräch mit ihrem Gynäkologen, in dem dieser sie auf die begrenzte Aussagekraft dieses Wertes hinwies, die Antibabypille absetzte und anschließend ungewollt schwanger wurde. Die Frau verklagte den Arzt wegen Behandlungsfehler auf Schmerzensgeld in Höhe von 50.000 Euro und Ersatz von Unterhaltsschäden bis zur Volljährigkeit des Kindes. Die Klage wurde in erster und zweiter Instanz abgewiesen, da der Arzt die Patientin nach Auffassung der Gerichte ausreichend aufgeklärt hatte. Das Urteil ist seit 2019 rechtskräftig.